# Huracan
Huracan („jednonohý“) byl v mytologii Mayů bohem větru, bouří a ohně a patřil k oněm bohům, kteří se zúčastnili všech tří pokusů stvořit člověka. Poté, co jej první lidé urazili, odplatil jim velkou povodní. Huracan žil dle mytologie v bouřkových mlhách nad vodní hladinou a opakoval slovo „zem“ tak dlouho, až se moře rozdělilo a objevila se pevnina.
Huracan měl údajně jen jednu nohu (druhá se proměnila v hada), zvířecí čumák s dlouhým nosem, povětšinou s kouřícím předmětem, vypadajícím jako doutník. Svou mytologickou funkcí bývá srovnáván s toltécko-aztéckým bohem Tezcatlipocou. Podobné božstvo jménem Juracán ucítali také Taínové, již vymřelí původní obyvatelé Velkých Antil.
Z jeho jména mají být odvozeny pojmy orkán a hurikán – dva názvy pro tropické bouře.